# CMB엑스포아트홀
CMB엑스포아트홀(CMB Expo Arthall)은 대전광역시 유성구 도룡동에 위치했던 사설 종합 공연장이다. 1993년에 개관했으며, 본래 엑스포과학공원 소유의 건축물이었으나 2006년에 유선방송국 CMB의 대전/충청 지사인 CMB대전방송이 운영권을 인수하고 이름을 고쳤다.
총 객석 수는 1105석이며, 오케스트라 피트와 회전무대, 이동무대 등의 시설을 갖추어 각종 콘서트와 뮤지컬, 오페라, 발레 등의 다양한 무대 공연이 개최되고 있다. 이외에 부대시설로 출연자용의 분장실과 연습실이 있다.
CMB 소유 공연장이 된 이후에는 방송사 주최의 지역 가요제나 각종 행사, 녹화방송 등의 제작에도 활용되고 있다. 엑스포과학공원 주최의 행사에 연계 시설로 사용되기도 한다.
대전 사이언스 콤플렉스 공사로 인해 2017년 철거되었다.